# Palau March
|  | No s'ha de confondre amb Palau Marc. |

El Palau March, dit també popularment Can Verga, és un edifici situat al centre històric de Palma, prop de la Seu i entre el Palau de l'Almudaina i el Parlament de les Illes Balears. L'edifici havia estat seu del Cercle Mallorquí. Fou projectat per l'arquitecte madrileny Luis Gutiérrez Soto per al financer mallorquí Joan March Ordinas, de malnom Verga, del qual pren el nom. L'obra es va començar el 1939 sota la direcció de l'arquitecte mallorquí Gabriel Alomar i Esteve, i fou inaugurat el 1945, com a residència familiar dels March a Palma. Actualment és un museu d'art que acull la Fundació Bartolomé March, creada el 1975 per Bartomeu March i Servera (1917-1998), fill de Joan March.

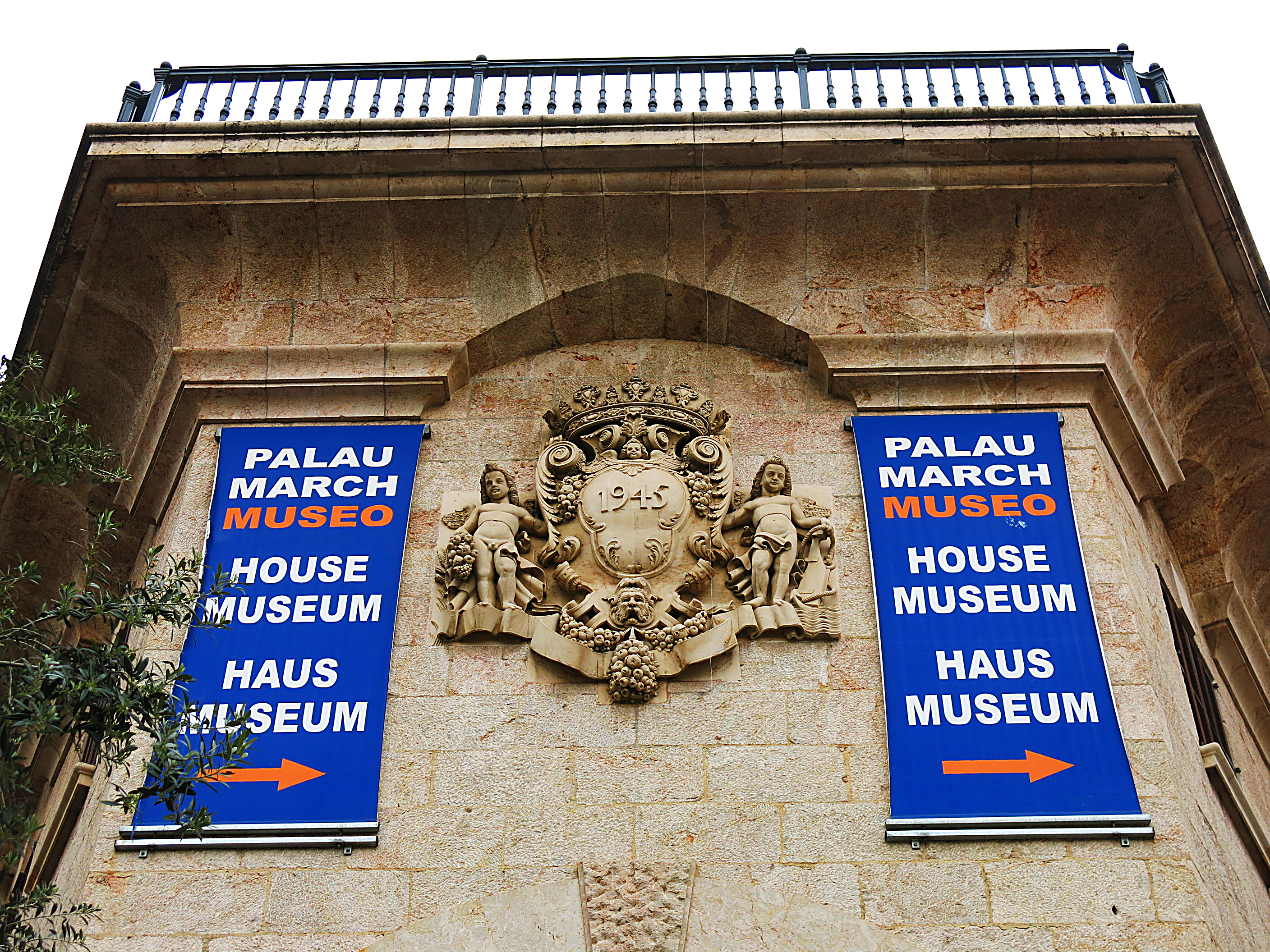
Escut de la façana

L'edifici consta de sis altures desenvolupades en una gran cantonada. A la part superior, una torre amb elements regionalistes com l'aler, i amb un lleuger talús en la base. El primer cos resulta sobri, amb els arcs de l'entrada de vehicles i la que avui ocupa la biblioteca. El segon és espectacular, amb una àmplia galeria perimetral que defineix el pati on s'exposen escultures. En el cos superior hi ha unes decoracions esgrafiades que li donen un caràcter totalment italianitzant. El joc dels volums resulta agosarat i de gran envergadura.
A l'interior es poden trobar escultures modernes de Henry Moore, Chillida, Rodin, Barbara Hepworth, Alfaro…; un betlem napolità del segle xviii amb més de mil peces; els darrers murals que realitzà Josep Maria Sert; i una mostra de cartografia mallorquina dels segles xiv i xv.